# Riedmühle (Ellzee)
Riedmühle ist ein Gemeindeteil der Gemeinde Ellzee im schwäbischen Landkreis Günzburg (Bayern).

## Lage
Die Einöde Riedmühle liegt circa zwei Kilometer südlich von Ellzee an der Kreisstraße GZ 1.

## Baudenkmäler

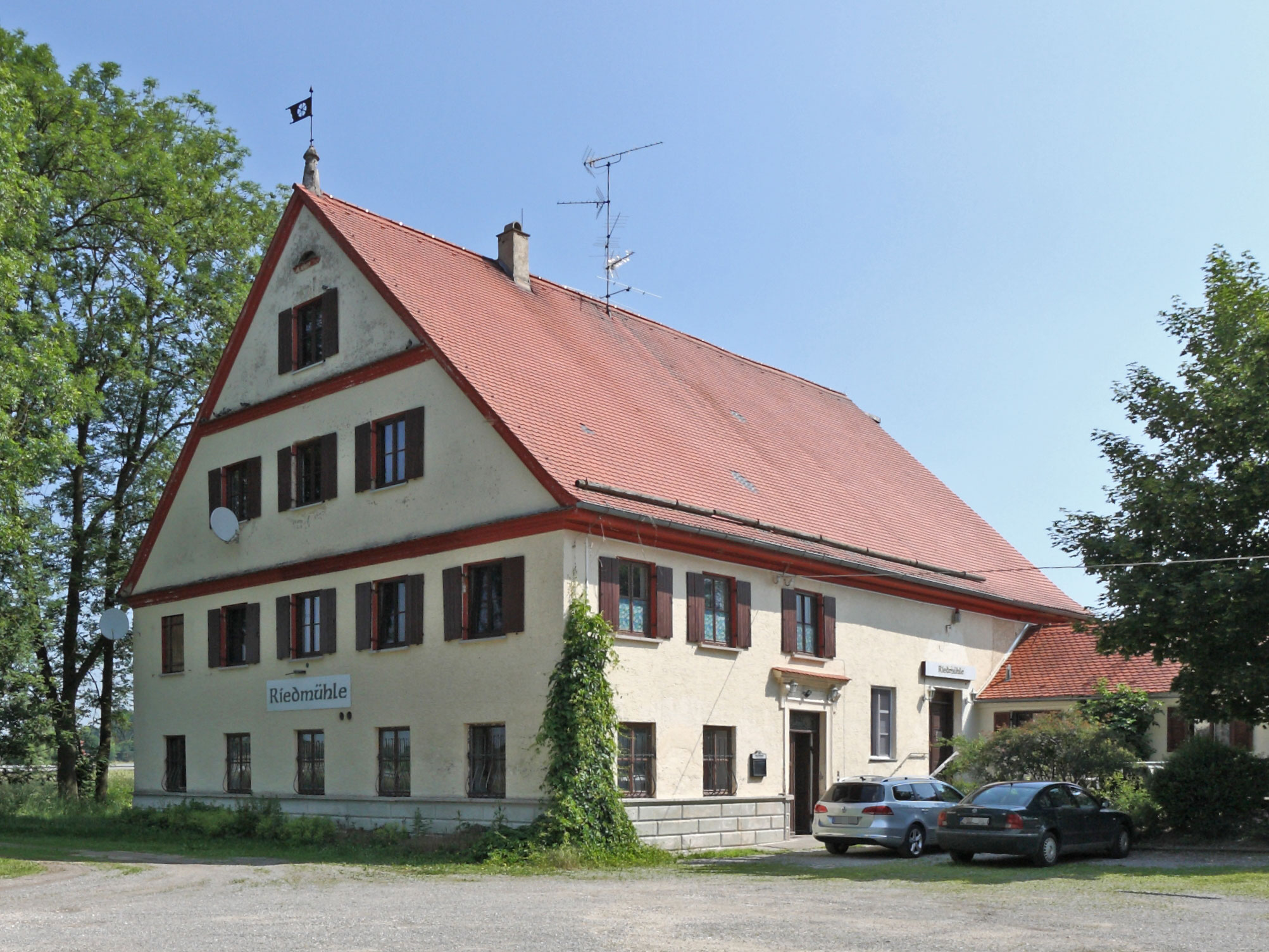
Wohnhaus der Mühle

Siehe: Liste der Baudenkmäler in Riedmühle